# Саньбусу
Саньбусу (Саньбосу; кит. 三卜素站, пін. Sānbǔsù Zhàn) — залізнична станція в КНР, розміщена на Цзінін-Баотоуській залізниці між станціями Часуці і Салаці.
Розташована в хошуні Тумед – Лівий стяг міського округу Хух-Хото (автономний район Внутрішня Монголія).